# William C. Robbins
William Corbett Robbins (ur. 9 sierpnia 1885 w Cambridge, zm. 23 lutego 1963 w Waszyngtonie) – amerykański lekkoatleta, biegacz.
W 1908 roku na igrzyskach olimpijskich w Londynie doszło do incydentu w czasie defilady reprezentacji narodowych, gdy Amerykanie odmówili pochylenia sztandaru przed lożą królewską. Wywołany konflikt miał duży wpływ na zaostrzenie rywalizacji amerykańsko-brytyjskiej na tych igrzyskach, szczególnie w czasie finałowego biegu na dystansie 400 metrów.
Robbins dostał się do finału, a w samym finale rywalizował z dwoma innymi Amerykanami (Johnem Carpenterem i Johnem Taylorem) oraz Brytyjczykiem Wyndhamem Halswellem. W wyścigu prowadził Robbins, za nim biegli Carpenter i Halswelle. Na ostatnim odcinku Halswelle podjął próbę wyjścia na prowadzenie i w czasie próby minięcia Carpentera został przez tego ostatniego zablokowany prawym łokciem. Najbliższy sędzia liniowy natychmiast przerwał wyścig. Zmierzony, pomimo przerwania wyścigu, czas prowadzącego Robbinsa wyniósł 47,8 sek.
Przerwanie wyścigu wywołało konflikt dyplomatyczny pomiędzy USA i Wielką Brytanią. Ostatecznie Amerykanie pogodzili się z decyzją sędziów, a wyścig powtórzono. Do powtórnego biegu nie dopuszczono Carpentera, a wówczas w geście solidarności wycofali się z niego także pozostali dwaj Amerykanie. Halswelle przystąpił do finałowego biegu i ukończył go z czasem 50,2 sek. Jest to jedyny w historii igrzysk olimpijskich wyścig, w którym brała udział jedna osoba. Incydent przyczynił się jednak do zmiany przepisów, wprowadzono wówczas podział bieżni na odrębne tory.